# 레바프주

레바프주

레바프주(투르크멘어: Lebap welaýaty)는 투르크메니스탄 북동부에 위치한 주로, 주도는 투르크메나바트이며 면적은 93,730km2, 인구는 1,334,500명(2005년 기준)이다. 아무다리야강을 경계로 우즈베키스탄, 아프가니스탄과 국경을 접한다.